# نيكي ستامب
الطبيبة نيكي ستامب (بالإنجليزية: Nikki Stamp)‏ هي جرّاحة قلب أسترالية، كاتبة ومقدمة برامج تلفزيونية. حاصلة على زمالة كلية الجراحين الملكية الأسترالاسية (FRACS).

## الحياة العلمية
تخرجت ستامب من مدرسة سانت ماري الأنغليكانية للبنات، ولاحقًا من جامعة أستراليا الغربية، وأكملت تدريبًا متخصصًا في جراحة القلب في عام 2014.

## الحياة العملية
عرفت ستامب باهتمامها بالنساء خاصةً في مجالات الجراحة، وأمراض القلب، وأنماط الحياة، حيث ظهرت كضيفة في برنامج (science program Catalyst) في قنوات (إيه بي سي نيوز) في كل من عام 2017، و2018. كما وظهرت كخبيرة صحية للمرأة في الجراحة، وأمراض القلب، وأنماط الحياة الصحية في عدد من المواقع الإلكترونية، ووسائل الإعلام المطبوعة، والإذاعة، والتلفزيون. كتبت ستامب في عدة صحف وبرامج إذاعية منها:
- هافينغتون بوست[9]
- سيدني مورنينغ هيرالد
- واشنطن بوست[10]
- آي نيوز (iNews)
- ذا إيج (The Age)
- الغارديان[11]

عرفت ستامب بأنها إحدى سيدات عام 2017 حسب مجلة (هاربر بازار)، كما وتم ترشيحها من قبل مجلة تايم آوت كأفضل النساء تحت سن الأربعين. صدر كتابها الأول عام 2018 بعنوان (?Can You Die of a Broken Heart) من قِبَل (Murdoch Book)، كما وصدر كتابها الثاني عام 2019 أيضاً من قِبَل (Murdoch Books) بعنوان (Pretty Unhealthy).
كانت ستامب جزءاً من الحدث التلفازي الضخم لشركة (Seven Network's) عام 2019. تم الاتفاق على إجراء كل من عمليتيّ جراحة القلب المفتوح، والعملية القيصرية بشكل مباشر وعلى مدار ليلتين. وفي هذا الحدث لم تعمل ستامب كجرّاحة بل كمُعلِّقة. ولكن بعد المخاوف التي أعرب عنها الجراحون حول طبيعة الحدث، قام سبعة منهم بمراجعة تنسيق الحدث ووضع عملية القلب في الانتظار. حيث صرّح جون باتن (رئيس الكلية الملكية الأسترالية للجراحين): أنّ «الجراحة الحية مناسبة في التعليم المهني، ولكن ليس» لإثارة «جمهور التلفزيون»، حيث أعربت الكليّة عن «مخاوف جسيمة»، واقترحت بشدة أن يتم تسجيل العرض مسبقًا، وتحريره في حالة يحدث أي خطأ أو يتسبب في تشتيت انتباه الفريق الجراحي. أمّا عرض الولادة القيصرية، فقد لاقى استحسانًا من الجمهور، ولم يتم تحديد موعد لإجراء جراحة القلب المفتوح بعد.